# Różaniec irlandzki
Różaniec irlandzki (ang. Irish penal rosary, irl. An Paidrín Beag) –

Różaniec irlandzki

rodzaj różańca składający się z pojedynczej dziesiątki używany w Irlandii po wprowadzaniu tam antykatolickiego ustawodawstwa karnego (tzw. Penal Laws), które zabraniało praktyk katolickich oraz posiadania katolickich przedmiotów. Taka wersja różańca pozwalała na łatwe i szybkie ukrycie go, w przypadku kontroli.